# Davorin Štetner
Davorin Štetner (Zagreb, 10. studenoga 1981.) hrvatski je poduzetnik i investitor. Predsjednik Hrvatske udruge investitora i poslovnih anđela – CRANE od 2015. . Član Odbora za gospodarstvo 11. saziva Hrvatskog sabora.   Čelni čovjek projekta izgradnje međunarodne trkaće staze Croatia Ring. Bio je savjetnik predsjednice Republike Hrvatske Kolinde Grabar-Kitarović od 2015. do 2020. Bio je predsjednik Hrvatskog auto i karting saveza od 2019. do 2024. Član je Međunarodne automobilističke federacije FIA. 
Štetner je napravio proboj na svjetsku medijsku scenu kupnjom medijskih prava za Formulu 1 2011. kada je ispregovarao i ugovorio prava s Berniem Ecclestoneom pobjedivši multinacionalne kompanije. S tada 29 godina, postao je najmlađi privatni vlasnik prava Formule 1 u povijesti. Kako je kasnije rekao - poznanstva i iskustvo stečeno u tome projektu bilo mu je jedno od najvećih životnih vrijednosti.
Štetner je osnivač i vlasnik televizije GP1 (TV channel) (prije Kreator TV).

## Karijera
Godine 2011. Štetner se na poziv poznatog hrvatskog poduzetnika Hrvoja Prpića pridružio Hrvatskoj udruzi investitora i poslovnih anđela gdje je počeo investirati u startup kompanije. Postaje članom Upravnog odbora te u 2015. i predsjednikom ove poznate udruge investitora. Trenutno obnaša treći mandat na čelu udruge. U dva je mandata obnašao dužnost člana Upravnog odbora Europske mreže poslovnih anđela, EBAN (2018. – 2022.).
Jedna od poznatijih investicija mu je eko farma u Parku prirode Žumberak - Samoborsko gorje u mjestu Tihočaj gdje je u gotovo napuštenom selu pokrenuo prvu hrvatsku proizvodnju Wagyu goveda.

## Ured predsjednice RH
U 2015, tadašnja predsjednica Republike Hrvatske Kolinda Grabar-Kitarović imenuje ga savjetnikom u Vijeću za gospodarska pitanja, njenim glavnim savjetodavnim tijelom za gospodarstvo. Štetner obnaša tu dužnost do kraja mandata predsjednice početkom 2020. kada predsjednica odlazi s dužnosti. Njegov glavni fokus bio je na promociji mladih poduzetnika te olakšavanju njihovog ulaska u biznis. Štetner je bio izaslanik predsjednice u nacionalnim i internacionalnim prigodama.

## Motorsport
Štetner je ušao u Upravni odbor Hrvatskog auto i karting saveza 2011. godine. U ožujku 2019. izabran je po prvi puta za predsjednika, a u ožujku 2021. i drugi puta za čelnika ovog nacionalnog tijela za autosport. Dužnost je obnašao do kraja 2023. Od svog starta kao delegata u Međunarodnoj automobilističkoj federaciji - FIA Fédération Internationale de l'Automobile 2019. je imenovan u važno tijelo FIA ASN Development Task force koje je brinulo o ravnomjernom razvoju svih saveza svijeta.
Od 2020. Štetner je jedan od osnivača FIA radne grupe za digitalni motorsport koja je pripremala uvjete za prihvaćanje Esporta kao jedne od službenih disciplina FIA-e. Radna grupa je postala FIA Esport komisija krajem 2020., a Štetner je postao članom iste. 
Štetner je predstavljao Hrvatsku u FIA Centralno - Europskoj zoni. Od rujna 2022. do siječnja 2024. Štetner je bio član skupštine Hrvatskog olimpijskog odbora. Jedan je od ljudi zaslužnih za dovođenje WRC Croatia Relija u Hrvatsku. U svibnju 2024. izabran je za predsjednika Automobilske federacije Sjeverne Makedonije (AFNM).

## Ostale dužnosti
Ministar gospodarstva imenovao ga je Članom Hrvatskog inovacijskog vijeća 2018. koju dužnost je obavljao do 2020. Štetner je bio sudionikom i govornikom mnogih konferencija na vrhu poput Global Entrepreneurship Summit, Dubrovnik Forum, Wilton Park, IBA Berlin, GES Taipei i ostalih. Bio je govornik i panelist na desetcima konferencija i evenata te surađuje s diplomatskim predstavništvima.
Štetner je bio službeni sudionik konferencije "Budućnost bilateralnih odnosa Velike Britanije u Europi" koju je organizirao Wilton Park - službene agencije britanske vlade 2018. Ova visoka konferencija održana je u dvorcu Wiston House, u zapadnom Sussexu, a okupila je 40-ak vodećih predstavnika svijeta politike, gospodarstva, civilnog društva i medija te britanske vlade s glavnim fokusom na odnose EU i Ujedinjenog Kraljevstva nakon Brexita. 
Dana 28. travnja 2021. Štetner je izabran za člana Izvršnog odbora Hrvatske udruge poslodavaca - HUP Udruge malih i srednjih poduzetnika, a 6. srpnja 2023. izabran je i za dopredsjednika na dvogodišnji mandat.
Štetner je predsjednik žirija Zlatne kune za najinovativniju kompaniju u izboru Hrvatske gospodarske komore, član žirija izbora Zlatni ključ za najbolje hrvatske izvoznike udruge Hrvatski izvoznici te izbora za najbolje hrvatske poduzetnice udruge Women in Adria.

## Nagrade i priznanja
- Posebno priznanje župana Varaždinske županije[26]
- Priznanje Svjetske banke za promociju digitalizacije procesa osnivanja tvrtki u Hrvatskoj[27]
- Posebna nagrada TV Auto magazin
- Nagrada Zagrebačkog automobilističkog saveza za poseban doprinos
- Specijalna nagrada "Break the mould" Europske mreže poslovnih anđela

## Putovanja i ekspedicije
Štetner je bio sudionikom mnogih ekspedicija u zabačene dijelove svijeta. Do sada je proputovao preko 90 zemalja na šest kontinenata. Napisao je brojne putopise i reportaže te je sudjelovao u izradi brojnih putopisnih TV priloga.[nedostaje izvor]